# Antônio de Oliveira Guimarães
Antônio de Oliveira Guimarães foi um político brasileiro do estado de Minas Gerais. Foi deputado estadual em Minas Gerais pelo PR de 1947 a 1951